# Arno Geiger
Arno Geiger (n. 22 iulie 1968, Bregenz, Vorarlberg, Austria) este un scriitor austriac.

## Viața
Arno Geiger a crescut în Wolfurt, Vorarlberg. El a studiat Germanistică, Istoria Antică și Literatura Comparată la Innsbruck și Viena.
Din 1986 până în 2002 a fost vara activ ca tehnician video la festivalul de la Bregenz. 1996 și 2004 participă la concursul Ingeborg-Bachmann-Wettbewerb din Klagenfurt. Romanul său Der alte König in seinem Exil a fost în 2011 nominalizat pentru Târgul de carte de la Leipzig.
Din 1993 trăiește la Viena ca scriitor independent.

## Premii
- 1994 Nachwuchsstipendium des österreichischen Bundesministeriums für Wissenschaft und Kultur
- 1998 Abraham Woursell Award, New York
- 2001 Premiul "Carl-Mayer-Drehbuch-Förderpreis", Graz
- 2005 Premiul pentru "Friedrich Hölderlin" al orașului Bad Homburg
- 2005 Premiul "Deutscher Buchpreis" pentru Es geht uns gut
- 2008 Premiul "Johann Peter Hebel
- 2010 Premiul literar Vorarlberger
- 2011 Marele premu "Friedrich Hölderlin"

## Opere
- Das Kürbisfeld, povestiri, 1996
- Koffer mit Inhalt, 1997
- Kleine Schule des Karussellfahrens, roman, München
- Irrlichterloh, roman, München
- Alles auf Band oder Die Elfenkinder, drama, 2001 (cu Heiner Link)
- Schöne Freunde, roman, München/Wien
- Es geht uns gut, roman, München/Wien, Hanser 2005 ISBN 978-3-446-20650-2
- Anna nicht vergessen, povestiri, München, Hanser 2007 ISBN 978-3-446-20911-4
- Alles über Sally, roman, München, Hanser 2010 ISBN 978-3-446-23484-0
- Der alte König in seinem Exil, roman, München, Hanser 2011 ISBN 978-3-446-23634-9